# Panelas
Panelas is een gemeente in de Braziliaanse deelstaat Pernambuco. De gemeente telt 25.500 inwoners (schatting 2009).

## Aangrenzende gemeenten
De gemeente grenst aan Altinho, Quipapá, Jurema, Lagoa dos Gatos, Cupira, São Benedito do Sul en Ibirajuba.

## Verkeer en vervoer
De plaats ligt aan de noord-zuidlopende weg BR-104 tussen Macau en Maceió. Daarnaast ligt ze aan de weg PE-158.